# Nokia 5700
De Nokia 5700 is een Nokia-telefoon uit de Xpressmusic-serie. De naam ontleent de Nokia 5700 Xpressmusic aan het gerichte aspect van muziek afspelen. Evenals de Nokia N95, Nokia 6110 en andere telefoons opereert de telefoon onder het Symbian Series 60 third edition feature pack 1 (S60 3rd FP1)-besturingssysteem.

## Specificaties en functies
De Nokia 5700 Xpressmusic is een mix van de Nokia 5200, de 5300 en de 3250 (van de 5200 en 5300 de rode en grijze rubberen zijkanten en van de 3250 de 280 graden draaibare toetsenbord).
Het is een 'candybar'-telefoon waarvan je het toetsenbord kan draaien naar:
- videogesprekken, zelfportretten (camera naar gebruiker gericht);
- mp3-speler;
- camera: landscape- (liggend) en panoramafoto's van lengte van vijf 1600 x 1200 foto's;
- 3D-speaker.

Het scherm is met 240x320 pixels groter dan bij de Nokia 3250. De knopjes zijn softkeytoetsen. De bovenste en onderste zijkanten hebben een glossy witte afwerking waardoor de telefoon glimt. Op de zijkanten zitten de volumeknopjes, 3D-speakers en een klepje waarin een geheugenkaart en een mini USB-aansluiting in kan.
5070 · 5100 · 5110 · 5120 · 5125 · 5130 · 5140 · 5140i · 5160 · 5165 · 5170 · 5170i · 5180i · 5185i · 5190 · 5200 · 5210 · 5300 · 5500 · 5510 · 5700 · 5800